# Frank E. Moss
Frank Edward Moss (23 septembre 1911 - 29 janvier 2003) est un homme politique américain. Membre du Parti démocrate, il est sénateur des États-Unis de l'État de l'Utah de 1959 à 1977.
Après son admission au barreau, Moss est membre du personnel juridique de la Securities and Exchange Commission des États-Unis de 1937 à 1939. Il retourne ensuite dans l'Utah, où il ouvre son cabinet à Salt Lake City et devient commis de James H. Wolfe à la justice de la Cour suprême de l'Utah. Il est élu juge de la Cour municipale de Salt Lake City en 1940. Pendant la Seconde Guerre mondiale, il sert dans le corps d'armée de l'armée américaine dans le département des avocats généraux du Théâtre européen (1942-1945).